# Ivan Demidov (joueur de poker)
Pour les articles homonymes, voir Demidov et Ivan Demidov.
Ivan Demidov, né à Moscou le 27 juin 1981, est un joueur de poker professionnel. Il réside à Long Beach en Californie.

## Biographie
Ivan Demidov commence le poker sur internet quand il est étudiant en mathématiques.
En 2006, il décide de se lancer dans le poker en live.
En 2008 il participe à plusieurs tournois :
En juin, il termine 11e d'un tournoi des WSOP à 1 000 $, remportant 39 854 $.
En septembre, il finit 3e du Main Event des WSOPE, il gagne 608 995 $.
Et en novembre, il termine 2e du Main Event des WSOP, perdant après un duel de cinq heures lors de la finale face au Peter Eastgate, et remporte 5 809 595 $.